# 刘爱平 (企业家)
刘爱平（1962年8月—），男，汉族，湖南衡东人，中华人民共和国企业家，湖南爱平集团董事长，第十一届全国人民代表大会湖南地区代表。

## 生平
毕业于中国农业大学畜牧专业。2008年起担任全国人大代表。